# Kevin Mathiaud
Kevin Mathiaud (sinh ngày 14 tháng 4 năm 1990) là một cầu thủ bóng đá người Saint-Pierre và Miquelon hiện đang thi đấu cho câu lạc bộ A.S. Miquelonnaise tại giải bóng đá vô địch quốc gia Saint-Pierre và Miquelon và đội tuyển bóng đá quốc gia Saint-Pierre và Miquelon.